# Dolichos linearis
Dolichos linearis là một loài thực vật có hoa trong họ Đậu. Loài này được E.Mey. miêu tả khoa học đầu tiên.

## Đặc điểm
Bề ngoài khá bóng bẩy, thanh mảnh; thân mọc thẳng ở gốc, dạng sợi và xoắn lên trên; lá chét hình mác hoặc mác mác, nở ra, cứng, có gân hình lưới và có mép; cuống hoa hình sợi, uốn lượn, vừa đủ dài quá cuống lá ngắn, có 2–4 hoa; đài hoa hình thùy delta, dài bằng nửa ống; cây họ đậu mọc so le, nhọn ở gốc, 4–6 hạt, cùn; kiểu dáng mảnh mai, nhỏ nhắn, với một chùm lông bao quanh bên dưới điểm cực. Rất giống D. angustifolius, và chỉ được phân biệt chính xác qua kiểu dáng, cũng như các loại đậu rộng hơn và tù hơn. Các lá chét nói chung, nhưng không phải luôn luôn, mở rộng, không phức tạp, dài 2–3 inch, rộng 2–4 đường; những lá phía dưới thường có hình mác rộng, dài 1–1 1/2 inch, rộng 3–4 đường. Hoa như ở D. angustifolius. Trong biến. β. các lá dạng bình thường xuất hiện trên cùng một thân với các lá 5 lá, đặc biệt là trên mẫu vật của Burke và Zeyher từ Orange River.

## Phân bố
Châu Phi.